# Cəmil Əhmədov
Cəmil Məhəmməd oğlu Əhmədov, Dżamil Mamed ogły Ahmedow (ros. Джамиль Мамед оглы Ахмедов; ur. 1924 w Cəbrayıl, zm. 2 września 1944 we wsi Małyn) – radziecki żołnierz narodowości azerskiej, porucznik, Bohater Związku Radzieckiego (1945).

## Życiorys
Skończył szkołę średnią, w czerwcu 1941 zgłosił się do armii, jednak nie został przyjęty z powodu wieku (17 lat), ostatecznie został powołany do wojska w marcu 1942. W 1943 ukończył szkołę piechoty w Ordżonikidze i został dowódcą plutonu, jesienią 1943 skierowano go na front na Północny Kaukaz, później uczestniczył w walkach na Ukrainie. Latem 1944 jako dowódca plutonu 168. gwardyjskiego pułku strzeleckiego w 55 Gwardyjskiej Dywizji Strzeleckiej w składzie 28 Armii 1 Frontu Białoruskiego brał udział w operacji białoruskiej, 24 czerwca 1944 przy szturmie na silnie ufortyfikowany punkt wroga w rejonie miejscowości Parycze osobiście zabił ponad dziesięciu Niemców, został ranny w głowę, jednak nadal dowodził plutonem, następnego dnia w dalszych walkach został ponownie ranny, 26 czerwca odniósł trzecią ranę, po czym został odesłany do szpitala, gdzie zmarł z powodu odniesionych ran. Został pochowany na Cmentarzu Żołnierzy Radzieckich w Warszawie. Jego imieniem nazwano szkołę i ulicę w rodzinnej miejscowości.

## Odznaczenia
- Złota Gwiazda Bohatera Związku Radzieckiego (pośmiertnie, 24 marca 1945)
- Order Lenina (pośmiertnie, 24 marca 1945)
- Order Czerwonej Gwiazdy